# Saint-Joseph-de-la-Pointe-De Lévy
Saint-Joseph-de-la-Pointe-De-Lévy est l'un des dix secteurs de la ville de Lévis (Québec, Canada) et l'un des trois situés dans l'arrondissement Desjardins. De 1845 à 1847, puis de 1855 à 2002, il constituait une municipalité de paroisse qui a déjà englobé une bonne partie du territoire de la ville actuelle de Lévis. Son territoire était à l'origine celui de la paroisse (au sens religieux) fondée en 1679 sous le nom de Saint-Joseph-de-la-Pointe-de-Lévy qui est devenue par la suite Saint-Joseph-de-Lévis. À la suite d'une querelle entre citoyens, la section sud qui longe le Fleuve Saint-Laurent s'est détachée le 1er janvier 1867 pour former le Village de Lauzon (ancienne ville).
Son nom était Saint-Joseph-de-la-Pointe-de-Lévy  avant sa fusion pour former la nouvelle ville de Lévis. Le nom a été modifié pour tennir compte de la particule nobiliaire.

## Accident de train en 1890
Le 17 décembre 1890, un train de voyageurs déraille à la suite de la rupture d'un pont. Plusieurs passagers et membres d'équipage du train ont été tués.

## Religion
Depuis 2010, la paroisse Saint-Joseph-de-Lévis regroupe sept églises et une chapelle situées dans l'arrondissement Desjardins. Elle est rattachée à l'archidiocèse de Québec.

## Démographie
| 1931 | 1941 | 1951 | 1956 | 1961 | 1966 | 1971 | 1976 | 1981 |
| ---- | ---- | ---- | ---- | ---- | ---- | ---- | ---- | ---- |
| 247  | 299  | 293  | 271  | 299  | 228  | 305  | 500  | 722  |

| 1986 | 1991 | 1996 | 2001  | 2006  | 2011 | 2016 | - | - |
| ---- | ---- | ---- | ----- | ----- | ---- | ---- | - | - |
| 748  | 710  | 894  | 1 056 | 1 141 | -    | -    | - | - |

## Autres sources
Archives de la Société d'histoire de Lévis (anciennement la Société d'histoire régionale de Lévis).